# Mackintosh Cove
Mackintosh Cove är en vik i Antarktis. Den ligger i Sydorkneyöarna. Argentina och Storbritannien gör anspråk på området.